# Pūpūkea

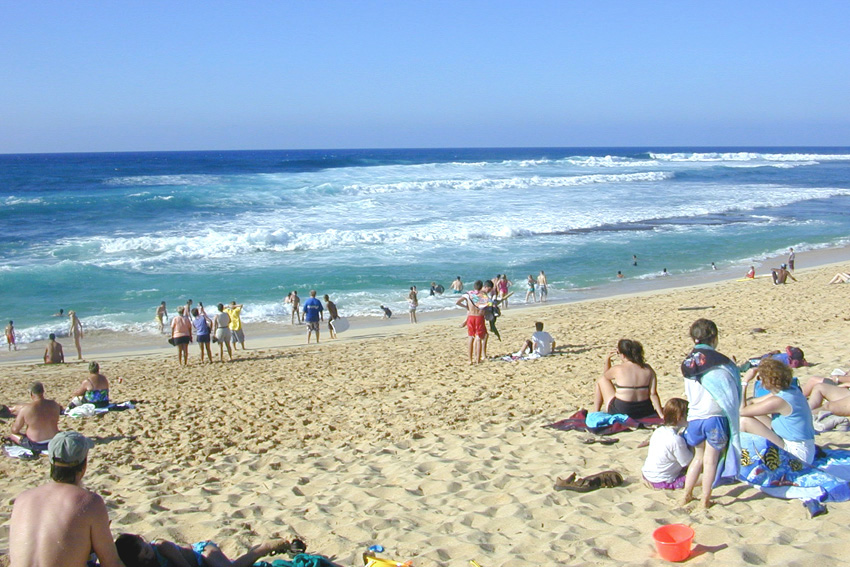
Bagnanti a Sunset Beach

Pūpūkea è una località balneare e un census-designated place hawaiiano, nella contea di Honolulu. Si trova sull'isola di Oahu, lungo la Kamehameha Highway (State Rte. 83), a circa 60 km di distanza da Honolulu.
Nella lingua delle Hawaii pūpūkea significa "conchiglia bianca".

## Economia

### Turismo
Pūpūkea è molto frequentata dai turisti, in particolare dai surfisti.
I migliori posti per fare surf sono situati su questo tratto di costa dell'isola: tra essi ci sono le baie di Velzyland, di Sunset nel Sunset Beach Park, di Kammieland, di Pūpūkea, di Ehukai, di Pipeline, queste ultime due adiacenti a Ehukai Beach Park e a Banzai Beach, e altre baie di minori dimensioni. Le famose aree per l'immersione conosciute come Three Tables e Sharks Cove fanno parte del Pūpūkea Beach Park.
A sud-ovest di Pūpūkea c'è la Waimea Bay, la baia con una delle più famose spiagge dell'isola che appartiene al Waimea Beach Park.
Le aree residenziali includono parti di spiaggia a Sunset Beach e gli altopiani di Pūpūkea.

## Società

### Evoluzione demografica
Consta di 4.250 abitanti, 1.455 case e 937 famiglie.
La composizione etnica è di:
- 55,95%% bianchi
- 20,89% persone che si riconoscono un più di una "razza"
- 14,56% asiatici
- 6,52% nativi hawaiani e altri popoli del Pacifico
- 0,66% nativi americani
- 0,24% afroamericani
- 1,18% altri

La popolazione è composta da:
- 23,6% minori di 18 anni
- 10,1% da 18 a 24
- 34,7% da 25 a 44
- 24,3% da 45 a 64
- 7,3% da maggiori di 65 anni.

L'età media è di 34 anni.

## Istruzione
Nell'area si trova una scuola elementare.